# Vilice
Vilice är en ort i Tjeckien.   Den ligger i regionen Södra Böhmen, i den centrala delen av landet, 70 km sydost om huvudstaden Prag. Vilice ligger 498 meter över havet och antalet invånare är 174.
Terrängen runt Vilice är platt åt sydväst, men åt nordost är den kuperad. Runt Vilice är det ganska glesbefolkat, med 28 invånare per kvadratkilometer. Närmaste större samhälle är Vlašim, 15,9 km norr om Vilice. I omgivningarna runt Vilice växer i huvudsak blandskog.